# Koromáč olešníkový

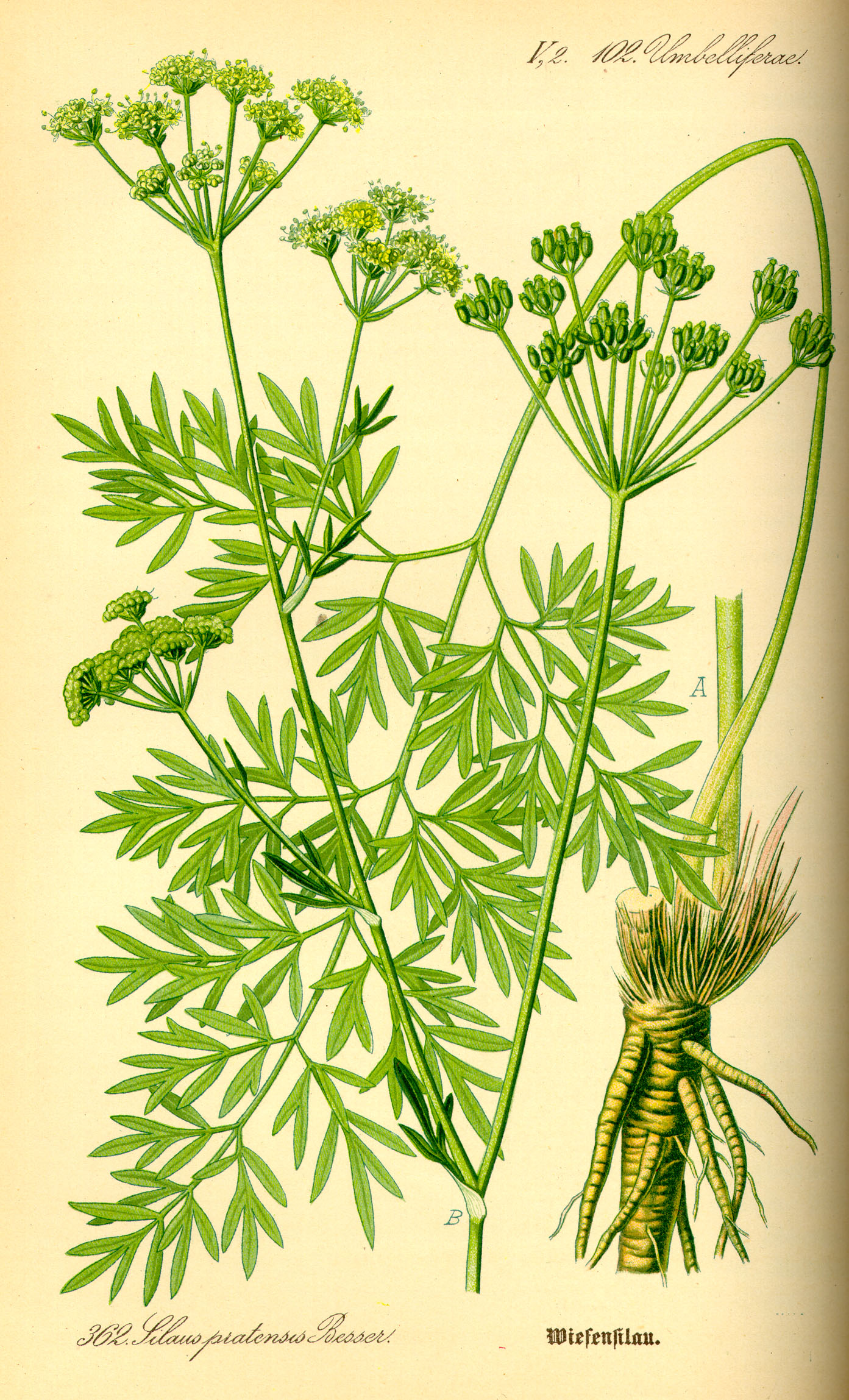
Nákres koromáče olešníkovitého

Koromáč olešníkový (Silaum silaus) je vlhkomilná, středně vysoká bylina z čeledi miříkovitých, kvetoucí drobnými bílými až nazelenalými květy uspořádanými do okolíků. Tato původní rostlina české květeny je jediný druh rodu koromáč, který se v České republice vyskytuje. Místa, kde pravidelně roste, postupně mizí, a je tedy považován za rostlinu ohroženou vyhynutím (C3).

## Rozšíření
Je to eurosibiřský druh s těžištěm výskytu v Evropě, kde jeho severní hranice rozšíření sahá po Skandinávii a na jihu vede kolem severních oblastí Balkánu. Dále roste na Ukrajině, v evropské části Ruska a ostrůvkovitě okolo Kavkazu, na západní Sibiři a ojediněle ve Střední Asii.
V České republice se vyskytuje hlavně v Polabí, ve východních Čechách a na jižní Moravě. Vzácnější je v Českém středohoří a na střední Moravě. V jiných oblastech roste jen ojediněle.

## Ekologie
Vyskytuje se na vlhkých rašelinných a slatinných loukách nebo v lužních lesích a na travnatých březích potoků a jezírek, většinou v nížinách nebo pahorkatinách. Obvykle jej lze nalézt na písčitých až jílovitých, převážně vápnitých půdách dobře zásobených živinami.

## Popis
Vytrvalá bylina se žlutým nádechem a s přímou, 40 až 100 cm vysokou lodyhou vyrůstající z hrubého, rozvětveného, vícehlavého kořene. Lodyha je lysá, mělce rýhovaná, ve spodní části oblá a v horní hranatá, rozvětvená a málo olistěná. Spodní listy s úzkými pochvami jsou lesklé, v obrysu trojúhelníkovité, dvou až čtyřnásobně zpeřené se segmenty 1 až 3 mm širokými, kopinatými, po obvodě jemně pilovitými a na vrcholu s červenou špičkou. Lodyžní listy jsou jednoduše zpeřené nebo redukované jen na pochvu. Ve tvaru listů je druh velmi variabilní.
Oboupohlavné květy jsou seskupeny do okoličnatých květenství. Okolík se obvykle skládá z 5 až 16 okolíčků po 16 až 26 květech. Okolík je plochý, řídký, paprsky má nestejně dlouhé, 3 až 6 cm, obaly chybí a obalíčky jsou protáhle kopinaté. Kališní lístky jsou nezřetelné, pět žlutozelených korunních lístků, asi 1 mm velkých, je na rubu načervenalých. Květy rozkvétají od června do srpna a bývají opylovány hmyzem. Ploidie druhu je 2n = 22.
Plody jsou hnědé, podlouhlé, eliptické nebo široce vejčité, 4 až 5 mm dlouhé dvounažky s kuželovitým stylopodiem. Obsahují dva jednosemenné plůdky (merikarpia) s pěti oblými žebry po stranách. Tato semena (plůdky) bývají rozptylována větrem nebo i povrchovou vodou.

## Poznámka
Koromáč olešníkový je živnou rostlinou housenek otakárka fenyklového.